# Virgil Chapman
Virgil Munday Chapman, född 15 mars 1895 i Simpson County, Kentucky, död 8 mars 1951 i Bethesda, Maryland, var en amerikansk demokratisk politiker. Han representerade delstaten Kentucky i båda kamrarna av USA:s kongress, först i representanthuset 1925–1929 samt 1931–1949 och sedan i senaten från 3 januari 1949 fram till sin död.
Chapman avlade 1918 juristexamen vid University of Kentucky och inledde sedan sin karriär som advokat i Kentucky. Han tillträdde 1925 som kongressledamot. Han besegrades av republikanen Robert E. Lee Blackburn i kongressvalet 1928. Chapman utmanade sedan Blackburn i kongressvalet 1930 och vann.
Chapman efterträdde 1949 John Sherman Cooper som senator för Kentucky. Senator Chapman råkade 1951 ut för en bilolycka i Washington, D.C. och avled på sjukhuset National Naval Medical Center i Bethesda. Han efterträddes som senator av Thomas R. Underwood. Chapman var frimurare och medlem i Kristi Lärjungar. Han gravsattes på Paris Cemetery i Paris, Kentucky.